# Avraham Jechezk'el
Avraham Jechezk'el (hebrejsky: אברהם יחזקאל, neformálně Avi Jechezk'el, אבי יחזקאל) je izraelský politik a bývalý poslanec Knesetu za Stranu práce.

## Biografie
Narodil se 10. června 1958 v Tel Avivu. Sloužil v izraelské armádě, kde dosáhl hodnosti Staff Sergeant (Samal Rišon). Hovoří hebrejsky a anglicky. Vystudoval ekonomii na Telavivské univerzitě.

## Politická dráha
Byl generálním tajemníkem celostátní mládežnické organizace Strany práce a předsedou personálního a výkonného oddělení odborové centrály Histadrut.
V izraelském parlamentu zasedl poprvé po volbách do Knesetu v roce 1992, v nichž kandidoval za Stranu práce. Byl členem výboru finančního, výboru pro drogové závislost, výboru pro televizi a rozhlas a výboru pro vzdělávání a kulturu. Předsedal podvýboru pro sport a podvýboru pro turistiku. Mandát obhájil ve volbách do Knesetu v roce 1996. Po nich se stal předsedou výboru pro ekonomické záležitosti a předsedou podvýboru pro bankovnictví. Zasedal coby člen ve výboru finančním.
V parlamentní politice zůstal i po volbách do Knesetu v roce 1999, ve kterých kandidoval za kandidátní listinu Jeden Izrael, do níž se sdružila i dosavadní Strana práce. Ve funkčním období 1999–2003 se stal předsedou petičního výboru, členem výboru finančního, výboru pro zahraniční záležitosti a obranu, výboru House Committee a výboru státní kontroly. Naposledy usedl do Knesetu po volbách v roce 2003 (v nich nastupoval za kandidátní listinu Izraelská strana práce-Mejmad). Mandát ale získal jako náhradník po rezignaci poslankyně Dalije Icik až v lednu 2006, tedy několik měsíců před koncem volebního období. Po několika dnech se mandátu vzdal a do práce Knesetu se nezapojil. V křesle poslance ho pak nahradil Dani Koren.
V letech 2001–2002 byl náměstkem ministra dopravy.